# Borova (huyện)
Huyện Borova (tiếng Ukraina: Борівський район, chuyển tự: Borovas’kyi raion) là một huyện của tỉnh Kharkiv thuộc Ukraina. Huyện Borova có diện tích 875 km², dân số theo điều tra dân số ngày 5 tháng 12 năm 2001 là 21128 người với mật độ 24 người/km2. Trung tâm huyện nằm ở Borova.